# Baojing
Der Kreis Baojing (chinesisch 保靖县, Pinyin Bǎojìng Xiàn) ist ein Kreis des Autonomen Bezirks Xiangxi der Tujia und Miao im Nordwesten der chinesischen Provinz Hunan. Die Fläche beträgt 1.746 Quadratkilometer und die Einwohnerzahl 297.000 (Stand: Ende 2018).